# Các cuộc bạo loạn bắc Ấn Độ 2017
Các cuộc bạo loạn lan rộng đã xảy ra ở miền Bắc Ấn Độ sau khi Gurmeet Ram Rahim Singh, lãnh đạo tôn giáo của Dera Sacha Sauda (DSS) bị kết án vì cáo buộc hiếp dâm vào ngày 25 tháng 8 năm 2017. Các cuộc bạo loạn bắt đầu ở Panchkula và sau đó lan sang các vùng khác của bang Haryana Và Punjab và thủ đô New Delhi. Ít nhất 36 người thiệt mạng và hơn 300 người khác bị thương. Phần lớn số người chết đã xảy ra ở Panchkula, nơi có 32 người thiệt mạng trong vụ cảnh sát nổ súng.

## Bối cảnh
Vào ngày 25 tháng 8 năm 2017, khoảng 3:00 chiều (giờ địa phương), một tòa án đặc biệt của Cơ quan điều tra Trung ương (CBI) ở Panchkula, Haryana, đã đưa ra phán quyết của mình trong một vụ tấn công tình dục năm 2002 giữa hai phụ nữ là Sadi (Dera Sacha Sauda) DSS) (tiếng Hindi: डेरा सच्चा सौदा). Tòa án đã kết tội hiếp dâm đối với thủ lĩnh của DSS, Gurmeet Ram Rahim Singh - được biết đến như là "Đạo sư của Bling" . Ông ta bị kết án vào ngày 28 tháng 8 năm 2017. Anh ta phải đối mặt với án phạt tối thiểu là bảy năm. Singh sau đó bị bắt giam theo luật pháp. Ông được đưa đến Trụ sở Chỉ huy Phương Tây tại Khu Đền Chandimandir. Trước khi có phán quyết, Singh kêu gọi các tín đồ của mình giữ bình tĩnh, sau khi hành trình 250 km (156 dặm) từ trụ sở của giáo phái ở Sirsa đến Panchkula trong một đoàn xe 100 người.
Kể từ ngày 23 tháng 8 năm 2017, các bộ phận của Haryana, Punjab và Chandigarh đã bị khóa an ninh như 200.000 người ủng hộ của Singh được tích lũy ở Panchkula trước phán quyết. Một đội ngũ bảo đảm an ninh đã được triển khai cho bản án bao gồm 97 công ty CRPF; 16 Lực lượng Hành động Nhanh; 37 Sashastra Seema Bal (SSB); 12 Cảnh sát biên giới Đông Dương (ITBP) và 21 công ty Bảo vệ Biên phòng (BSF). 10 công ty khác đã bị tạm giữ.
Các cơ quan đã đình chỉ các dịch vụ internet trong 48 giờ và mục 144 đã được áp đặt ở Sri Ganganagar, Rajasthan dưới ánh sáng của bản án dự kiến. Điện được cắt tại một vài khu dân cư ở Panchkula như là một biện pháp phòng ngừa. Sau phán quyết, những người ủng hộ Singh đã bị đuổi khỏi Panchkula và Chandigarh. Các lực lượng cảnh sát và lực lượng bán quân sự đã sử dụng pháo kích ở khu vực 3, Panchkula, để kiểm soát những người ủng hộ Dera đã dẫn tới xung đột. Sau khi bị kết án, những người ủng hộ của ông đã bị hành hung, gây cháy xe cộ, các tòa nhà chính phủ, các trạm xăng, các phương tiện truyền thông và trạm xe lửa.

## Bạo lực
Những người theo Singh lên đường đi buôn bán gậy và ném đá khi nghe tin ông bị kết án. [6] Theo phát ngôn viên Đường sắt Ấn Độ, hai ga tàu bị đốt cháy (Malout và Balluanna) Punjab và hai huấn luyện viên xe lửa trống của Rewa Express đã bị bắn vào trạm Anand Vihar của Delhi. Những người cố ý gây hỏa lực cũng cố gắng gây hỏa hoạn cho ga Dagru. Các phóng viên PTC News đã bị tấn công và một nhà báo video đã mất tích kể từ vụ tấn công. Những người nổi dậy đã tấn công kênh Phát thanh Bên ngoài (NDTV) của kênh NDTV và làm bị thương một kỹ sư. Một nhóm truyền hình Ấn Độ Ngày nay bị tấn công và người quay phim bị thương ở Sirsa. Xe OB của nó cũng bị tấn công bởi những người nổi loạn ở Panchkula. Một tòa nhà thuế thu nhập và hai xe cảnh sát đã bị bắn vào Mansa, Punjab. Một cuộc trao đổi điện thoại đã bị đốt bởi những người biểu tình ở Chananwal thuộc quận Barnala của Punjab. Một chiếc kendra đã được đặt gần Faridkot.
Theo Thủ hiến bang Punjab, Amarinder Singh, 7 người từ Punjab đã chết trong các cuộc đụng độ. Ông cũng tuyên bố rằng tại Punjab, 52 sự cố nhỏ đã diễn ra trừ khi sự cố xảy ra khi ga đường sắt bị cháy. Ít nhất 28 người đã bị giết tại Panchkula và ba người khác đã bị giết tại Sirsa ở bang Haryana miền bắc Ấn Độ. Hơn 300 người bị thương trong vụ bạo lực này sau khi lực lượng cảnh sát và lực lượng bán quân đội bắn vào các băng nhóm tội phạm. Cảnh sát đã bắn hơi cay trong khi cố gắng giải tán đám đông ở Panchkula và gần DSS ashram ở Sirsa. Đến 7 giờ tối (giờ địa phương), bạo lực giảm ở Panchkula. Theo Tổng giám đốc cảnh sát Haryana, khoảng 10.000 tín đồ của Singh vẫn giữ chân tại trụ sở của DSS, nơi lực lượng an ninh đang ở trạng thái chờ đợi. Vào ngày 20 tháng 8 năm 2017, một chiếc xe bị cháy. [Cần dẫn nguồn]

## Phản ứng
Các lệnh giới nghiêm đã được áp đặt tại một số khu vực của thành phố Chandigarh và trên khắp bang Punjab. Một số thị trấn đã được đặt trong giờ giới nghiêm bao gồm; Panchkula, Sirsa, Kaithal, Faridpur và Malout. Biên giới giữa các bang của Haryana và Punjab đã được đóng cửa. Vào khoảng 9:55 tối (giờ địa phương), lệnh giới nghiêm đã được áp đặt tại 8 quận Punjab là Mansa, Bathinda, Firozpur, Faridkot, Fazilka, Patiala, Barnala và Sangrur.
Quân đội Ấn Độ được gọi vào và khoảng 600 lính được triển khai ở thành phố Panchkula để giúp khôi phục trật tự. Theo nguồn tin quân đội Ấn Độ, sáu cột quân nhân đã được triển khai ở Panchkula và hai cột ở Sirsa ở Haryana. Trong khi, một cột quân nhân được triển khai tại Mansa của Punjab và một cột khác ở Mukhtsar.
Phần 144 được áp dụng ở một phần của Delhi, và tại các thị trấn Shamli, Muzaffarnagar, Baghpat, Noida và Ghaziabad. Vào khoảng 8 giờ tối (giờ địa phương), đoạn 144 cũng được áp đặt ở các quận Sri Ganganagar và Hanumangarh ở phía bắc Rajasthan. Cho đến 22:00 giờ địa phương, mục 144 đã được áp đặt ở 9 quận của Uttar Pradesh - Meerut, Saharanpur, Shamli, Muzaffarnagar, Ghaziabad, Noida, Bulandshahar, Bagpat và Hapur. Nó cũng được áp đặt trong mười một quận của Delhi bao gồm New Delhi đến ngày 8 tháng 9 năm 2017 và tại Nainital của Uttarakhand.
Sau vụ bạo lực ở Panchkula, gần 250 đoàn tàu cũng bị hủy bỏ. Dịch vụ internet và dữ liệu di động đã bị treo trong Haryana, Punjab và Chandigarh trong 72 giờ tiếp theo. Phó uỷ viên của Panchkula yêu cầu Hội Chữ Thập Đỏ địa phương gửi tình nguyện viên đã được đào tạo của họ. Tất cả các trạm tàu điện ngầm Delhi đều được cảnh báo. Hiệp hội bơm xăng tại Delhi đã tuyên bố đóng cửa ít nhất 12 trạm xăng gần biên giới Haryana ở Delhi như một biện pháp dự phòng. Tổng công ty vận tải Delhi đã đình chỉ các dịch vụ xe buýt của mình tới NCR do các vụ cố tình phóng hỏa. Các dịch vụ của Delhi-Lahore Bus vẫn bị tạm ngưng. Chánh án quận Bagpat đã điều khiển tất cả các trường học trong khu vực vẫn đóng cửa vào ngày 26 tháng 8.
Ba người đã bị bắt cùng với việc đốt phá tại Delhi. Theo một quản trị viên của Haryana, hơn 500 người đã bị bắt. [2] Theo một quan chức cảnh sát Haryana, hơn 1.000 người ủng hộ của guru đã bị giam ở Panchkula vì cáo buộc tội phá hoại tài sản công cộng. Sau khi bạo loạn lan rộng, tòa đã ra lệnh cho việc bắt giữ DSS ashram và các tài sản khác để đền bù cho việc phá huỷ rộng rãi tài sản công và tư.
Một chiếc AK-47, súng trường, Mauser, Pistols, vũ khí cận chiến, Sticks và một chiếc xe cứu hỏa có hóa chất bên trong đã được tìm thấy.
Tổng thống Ấn Độ Ram Nath Kovind đã đăng tweet, "Bạo lực và thiệt hại đối với tài sản công sau khi phán quyết của toà án được đánh giá cao, kêu gọi mọi công dân duy trì trật tự". Thủ tướng Ấn Độ Narendra Modi lên án bạo lực và kêu gọi "tất cả mọi người để duy trì hòa bình". Trong khi xem xét tình hình với Cố vấn An ninh Quốc gia và Bộ trưởng Nội vụ, ông yêu cầu các viên chức "làm việc 24 giờ để phục hồi bình thường và cung cấp mọi hỗ trợ có thể được yêu cầu".
Thủ hiến bang Haryana Manohar Lal Khattar thừa nhận rằng đã có những bất ổn nhưng khẳng định hành động thích hợp đang được thực hiện. Theo Bộ trưởng Bộ Tư pháp Punjab Amarinder Singh, lỗi trong cuộc khủng hoảng này nằm ở việc cho phép mọi người tập hợp lại và nói rằng "loại phản ứng này đã được dự đoán".